# Bluesine
Albums de Martial Solal
Solal 83
(1983) Big Band
(1984)
Bluesine est un album en solo du pianiste de jazz français Martial Solal sorti en 1983 sur le label Soul Note.

## À propos de l'album
L'album est constitué de standards (I'll Remember April, Have You Met Miss Jones?…) ainsi que de deux compositions originales de Martial Solal, dont le morceau qui donne son nom à l'album, Bluesine, que l'on retrouve aussi sur Solitude (2007). Son jeu est virtuose, lyrique, sauvage, plein d'humour et toujours original et personnel.
La qualité de l'enregistrement est remarquable, le son plein et ample.

## Pistes
| No | Titre                    | Musique                                   | Durée |
| -- | ------------------------ | ----------------------------------------- | ----- |
| 1. | The End of a Love Affair | Edward C. Redding                         | 5:11  |
| 2. | Bluesine                 | Martial Solal                             | 2:55  |
| 3. | Lover                    | Richard Rodgers, Lorenz Hart              | 3:54  |
| 4. | I'll Remember April      | Gene de Paul, Patricia Johnston, Don Raye | 5:40  |
| 5. | Moins de 36              | Martial Solal                             | 2:47  |
| 6. | 'Round About Midnight    | Thelonious Monk, Cootie Williams          | 6:00  |
| 7. | Yardbird Suite           | Charlie Parker                            | 3:02  |
| 8. | 14 Septembre             | Martial Solal                             | 4:00  |
| 9. | Have You Met Miss Jones? | Richard Rodgers, Lorenz Hart              | 3:40  |